# والدن إل. إينسورث
والدن إل. إينسورث (بالإنجليزية: Walden L. Ainsworth)‏ هو ضابط أمريكي، ولد في 10 نوفمبر 1886 في منيابولس في الولايات المتحدة، وتوفي في 7 أغسطس 1960 في واشنطن العاصمة في الولايات المتحدة.